# Jens Smærup Sørensen
 (février 2023).
Si vous disposez d'ouvrages ou d'articles de référence ou si vous connaissez des sites web de qualité traitant du thème abordé ici, merci de compléter l'article en donnant les références utiles à sa vérifiabilité et en les liant à la section « Notes et références ».
Pour les articles homonymes, voir Sørensen.
Jens Smærup Sørensen (né à Staun en 1946) est un écrivain et académicien danois. 
Il est spécialisé dans l'Histoire locale du Jutland où il vit ainsi que de l'Histoire du Danemark et ses recherches concernant les racines danoises, comme le témoigne son dernier livre Mærkedage (jours mémorables) qui raconte la saga d'une famille de paysans à travers plusieurs générations qui a reçu le Prix des libraires "Les lauriers d'or" (da)en 2008 .